# سياسة إعداد التراب الوطني (المغرب)
سياسة إعداد التراب الوطني هي عملية تنهجها السلطات الحكومية المغربية لتجهيز وتقوية المجال الوطني وفق مقاربات تشاركية تأخذ حاجيات السكان بعين الاعتبار وترتكز على اختيارات مجالية متعددة تراعي البعد البيئي أثناء إنجاز التنمية.
وتتبلور سياسة إعداد التراب الوطني بالمغرب انطلاقا من المبادئ التالية : تدعيم الوحدة الوطنية، تحقيق التنمية الاقتصادية والاجتماعية، المحافظة على البيئة ثم إشراك السكان في التسيير. وتتضح هذه المبادئ في اختيارات قطاعية أهمها تأهيل الاقتصاد الوطني والتأهيل الحضري والقروي، ثم توجهات مجالية تراعي عدة اعتبارات أهمها التنمية المتوازنة والموسعة.والمغرب لن يسمحبحبة واحدة من رمل صحراءه الابدية 

## تعريف السياسة
هي السياسة المعتمدة في المملكة المغربية لتنظيم المجال وتخفيف التفاوتات بين الجهات وهي سياسة إرادية شمولية تعتمد العقلانية في توزيع الأنشطة عبر التراب الوطني وتشارك السكان في التسيير وفي إنجاز مشاريع التنمية دون إغفال البعد البيئي حتى تتحقق العدالة الاجتماعية والبيئية.

## التحديات التي تواجه سياسة إعداد التراب الوطني (س.إ.ت.و)
يعاني المغرب مشاكل اقتصادية وديموغرافية وبيئية جمة فرضت تدخل الدولة عبر س.إ.ت.و . وتتجلى هذه الاختلالات فيما يلي :
1. التحدي البيئي : يعاني المغرب من الخصاص في الموارد المائية وتراجع نصيب الفرد من المياه وذلك عند كل تزايد طبيعي (من 2560m³ سنة 1960 إلى 1000m³ سنة 2000 [3] ) وكذا تدهور الأوساط الطبيعية الهشة بسبب التلوث وسوء الاستغلال وتواتر التقلبات المناخية خاصة الجفاف...
2. التحدي الديموغرافي : يتمثل في تزايد السكان بوتيرة سريعة ووصول الفئات العمرية النشيطة لسوق الشغل وتزايد نسبة البطالة (19.3% سنة 2004 [4]) واشتداد مظاهر الاقصاء الاجتماعي والتباين السوسيو-مجالي
3. التحدي الاقتصادي : يتحدد في ضعف البنيات الانتاجية واقتصاد يغفل المردودية والانتاجية وضعف وتيرةالنمو الاقتصادي(3% سنويا) وتحديات العولمة (الشراكة مع الاتحاد الأوربي ، التبادل الحر مع الولايات المتحدة ...)

## المبادئ العامة الموجهة لسياسة إعداد التراب الوطني
تقوم سياسة إعداد التراب الوطني وأثناء إشرافها على اتخاد الاجراءات و البرامج التنموية على المبادئ والأولويات التالية: 
- تدعيم الوحدة الوطنية وتعزيز التضامن الوطني:

من خلال استكمال الوحدة الترابية وتدعيم الوحدة الوطنية، وتأمين التوازن بين المجالات والمساواة بين المواطنين، وتعزيز روح التنافسية بين المناطق، وتقوية التضامن والتوازن بين المجالات المحظوظة والمجالات الفقيرة، وبين مختلف الفئات الاجتماعية وتحقيق التضامن بين جميع مكونات المجتمع.
- التنمية الاقتصادية والاجتماعية:

رصد حاجيات السكان في المجالات الاقتصادية والاجتماعية وإعطاء الأولوية في توزيع واستثمار الموارد العمومية للفئات المعوزة والمناطق المعزولة والجهات غير المحظوظة، وكذا للشرائح الاجتماعية الفقيرة والعمل على تأهيلها وتحسين العلاقات المهنية بين مختلف مكونات الجسم الإنتاجي.
- المحافظة على البيئة:

من خلال العمل على تغيير بعض سلوكات المواطنين تجاه محيطهم البيئي، وتحسيسهم وتوعيتهم عن طريق تنمية إحساس الأفراد والجماعات بمسؤوليتهم في المحافظة على البيئة، وخلق الإطار القانوني اللازم لحماية التراث الوطني الطبيعي. ويتقصّى هذا المبدأ عقلنة وتدبير استغلال الموارد الطبيعية والحفاظ على التوازن الإيكولوجي في إطار التنمية المستدامة عن طريق جعل المحافظة على البيئة معياراً رئيساً في عملية التنمية.
- إشراك السكان في التسيير:

من خلال استشارة السكان وإشراكهم في تحديد وإنجاز المشاريع التي تهم مستقبلهم الجماعي، والانطلاق من مقترحاتهم أثناء إنجاز التنمية، وتطوير أساليب التدبير والتسيير، وإقرار تكافؤ الفرص بين المجالات من خلال سياسة اللامركزية أو الديموقراطية المحلية.

## الاختيارات الكبرى لسياسة إعداد التراب الوطني
• تنمية العالم القروي: وذلك من أجل تقليص الفجوة الواسعة بين البوادي والمدن، والحد من التفاوت بينهما.
• تأهيل الاقتصاد الوطني: وذلك عبر تشجيع الاستثمار وتحديث البنيات الاقتصادية.
• تدبير الموارد الطبيعية والتراث: وذلك من خلال المحافظة على التراث الوطني وحمايته وتأمين الاستفادة القصوى للأجيال اللاحقة منه، وكذا ترشيد وعقلنة استغلال الموارد الطبيعية بالمغرب وتدبيرها وتوثيق التراث الوطني وحمايته.
• تنمية المدن (السياسة الحضرية): وذلك عن طريق تحسين الخدمات العمومية، وتنمية الأساس الاقتصادي للمدن والقضاء على السكن غير اللائق (السكن العشوائي ودور الصفيح والبناء غير القانوني) وإعداد تصاميم التهيئة الحضرية للمدن من أجل تنظيم المشهد الحضري وإضفاء الجمالية على المدن، وتفعيل القوانين الخاصة بالعمران.
• حل إشكالية العقار: وذلك بواسطة التحكم في سوق العقار بالمدن من خلال المراقبة والتدبير، والعثور على حلول مناسبة لمشاكله في البادية.
• التأهيل الاجتماعي: وذلك من خلال إصلاح التعليم ومحاربة الأمية وتطوير البحث العلمي والعناية بالتكوين المهني، وتحسين الخدمات الاجتماعية وتطوير المزيد من المؤسسات الاجتماعية، وتشييد المزيد من المرافق العمومية الثقافية والرياضية من دور شباب ومراكز وأفضية وأندية وملاعب القرب، وكذا محاربة الجريمة وأسبابها.

## التوجهات المجالية لـ س.إ.ت.و
كانت توجهات س.إ.ت.و فيما يخص التقسيم الجهوي قد روعي فيها عدة اعتبارات:

### البحر والساحل
ومن رهاناته تدبير الموارد البحرية وحمايتها من التلوث والصيد المكثف وتقوية الانفتاح على العالم الخارجي ومواجهة العولمة وتحدياتها

### الأقاليم الشمالية والشرقية
بتدعيم البعد الأورومتوسطي للمغرب وتأهيل المناطق الحدودية لمواجهة العجز الاجتماعي وظاهرة التهريب

### المناطق الجبلية
وتشمل سلسلة جبال الريف وسلسلة جبال الأطلس ويروم هذا التقسيم إلى المحافظة على الموارد الطبيعية وتحقيق التضامن المجالي

### المناطق الصحراوية
وتمثل كلا من الجنوب والجنوب الشرقي ومن أهدافه المنتظرة تحقيق الاندماج الجهوي وتدبير المجالات الهشة ومكافحة التصحر ومظاهره 

### الشبكة الحضرية
إقرار تنمية شاملة ومتكافئة بتأهيل المجالات الحضرية

### المدارات المسقية
تحقيق رهان الأمن الغذائي وتعزيز الانفتاح على الأسواق الخارجية

### مناطق البور
تهيئة المجال الفلاحي وتحقيق الفعالية الاقتصادية والتوازنات المجالية

## دور سياسة إعداد التراب الوطني في تحقيق التنمية
● على المستوى القروي:
- العمل على تهيئة المجال الريفي والمناطق الجبلية.
- تطوير المناطق المسقية عن طريق المحافظة على مواردها الطبيعية وكسب رهانات الأمن الغذائي بتشجيع الإنتاج الفلاحي.
● على المستوى الحضري:
- الاهتمام بإنجاز مشاريع للتقليص من السكن العشوائي.
- توفير التجهيزات والخدمات الأساسية وتأهيل البنية التحتية.

## أدوات وآليات تطبيق سياسة إعداد التراب الوطني بالمغرب
يرتكز تنفيذ سياسة إعداد التراب الوطني بـالمغرب على العديد من الأدوات التي تستوعب كلا من مرجعيات إعداد التراب الوطني، والآليات القانونية التي تتعلق بقانون إعداد التراب الوطني، والتي هي في قيد المصادقة، زيادة على المرصد الوطني للديناميات المجالية باعتباره أداة لتبادل المعلومات المجالية ورصد الديناميات والفوارق المجالية. وتشمل هذه الأدوات ما يلي:
• الميثاق الوطني لإعداد التراب الوطني.
• قانون إعداد التراب والتنمية المستدامة.
• المخطط الوطني لإعداد التراب.
• المخططات الجهوية لإعداد التراب.
• الدراسات الاستشرافية ذات البعد المجالي.
• المشاريع الترابية. 

## دور الاستشراف الترابي في سياسة إعداد التراب الوطني
يشكل الاستشراف الترابي أهم الآليات التي تستعين بها الدولة لتحديد ورصد تطور المجالات. بحيث أنه يسعف على استقراء مستقبل المجالات الترابية ارتكازاً على فهم أفضل للديناميات المجالية الراهنة، وكذا على تحليل جميع الرهانات والتحولات التي تواجهها. والهدف من ذلك هو توقع التغيرات والاتجاهات الأساسية على المدى المتوسط والبعيد فضلاً عن تنسيق الأدوات، وهذا بغاية تعزيز التنمية السوسيو-اقتصادية المستدامة لجميع مجالات الترابية.
وفي هذا الصدد، تسهر وزارة إعداد التراب الوطني والتعمير والإسكان وسياسة المدينة على تعزيز استباق الإشكاليات الترابية من خلال تطوير رؤى استراتيجية، وموضوعاتية واستشرافية، بالخصوص فيما يتعلق بتعزيز جاذبية المجالات الترابية وبالقدرة التنافسية ودعم تدبير المجالات الحسّاسة وتنميتها تنمية مستدامة، بالإضافة إلى تقوية الشبكة الحضرية في إطار علاقتها التي تصلها بالتنمية الترابية.

## الهيئات المشرفة على سياسة إعداد التراب الوطني بالمغرب
تتطلب الطبيعة الأفقية لسياسة إعداد التراب الوطني وضع مجموعة من الهياكل التي تسهر على محاولة استقراء البرامج ورصد نتائجها على المستوين الوطني والجهوي. وهكذا فإنها تشرف أربع مؤسسات على سياسة إعداد التراب الوطني وتسهر على تنفيذها وهي كالآتي:
• المجلس الأعلى لإعداد التراب الوطني: هيئة عليا تحدد التوجهات الكبرى للسياسة الوطنية لإعداد التراب الوطني والتنمية المستدامة وتباشر الموافقة على الوثائق العامة والقطاعية ذات الصلة بإعداد التراب الوطني وطنياً وجهوياً.
• اللجنة البيوزارية الدائمة لإعداد التراب الوطني: هيئة منبثقة عن المجلس الأعلى لإعداد التراب الوطني والذي يعطيها سلطة اتخاذ القرار لتنفيذ سياسات وطنية بشأن إعداد التراب الوطني والتنمية المستدامة بالمغرب.
• مديرية إعداد التراب الوطني: تتكلف المديرية بالأمانة الدائمة لكل من المجلس الأعلى لإعداد التراب الوطني واللجنة البيوزارية الدائمة لإعداد التراب الوطني. وبهدف ضمان تجانس العمل العمومي وتنوير أصحاب القرار والفاعلين في مجال التنمية، تتولى مديرية إعداد التراب الوطني المهام التالية:
- الملاحظة والاستباقية للتحولات المجالية عبر التشخيص الترابي في شتى أبعاده (اجتماعي واقتصادي وثقافي وبيئي).
- التفكير الاستراتيجي واقتراح وتطوير رؤى بعيدة المدى وطويلة الأجل لإعداد التراب والتنمية المجالية.
- المساهمة في تقييم السياسات العامة في إطار الشراكة على ثلاثة مستويات:
1. تقييم الاستراتيجيات (المجلس الأعلى لإعداد التراب).
2. التقييم الجهوي (تقييم عقود الدولة و الجهة).
3. تقييم المشاريع الترابية، بالإضافة إلى مواكبة ودعم مبادرات التنمية على جميع المستويات المجالية.
• المفتشية الجهوية لإعداد التراب الوطني والتعمير والهندسة المعمارية: تشارك المفتشيات في إعداد مختلف الوثائق والدراسات المتعلقة بالتخطيط الاستراتيجي على الصعيدين  الجهوي والمحلي وتسهر على تنفيذها.

## أهمية سياسة إعداد التراب الوطني في تحقيق التنمية الجهوية بالمغرب
إن سياسة إعداد وتنمية التراب الوطني بـالمغرب من شأنها تحقيق الديمقراطية الاقتصادية في إطار تنميةٍ متكاملةٍ ومتوازنةٍ وذلك لجميع المناطق والجهات، حيث تُسخَّر في سبيل ذلك مختلف الوسائل القانونية والمالية والإدارية بغية تطبيق مختلف هذه السياسات العمومية الهادفة إلى تحقيق التنمية وتنفيذها.
كما أن مجمل التعريفات التي تطرقت إلى تعريف سياسة إعداد التراب الوطني تدور في فلك واحد، حيث تعتبر جميعها أن هذه السياسة تمثل نظرة مستقبلية متكاملةً واستباقيةً وشاملةً لمختلف الغايات الوطنية، وتعتبرها سياسة تبتغي الحد من الفوارق الاقتصادية والاجتماعية وإلغائها بين مختلف جهات المملكة، كما تسعى إلى تحقيق التوازن المجالي والعدالة الاجتماعية، وذلك عن طريق توزيع السكان والأنشطة بشكل أفضل على مستوى جميع أرباع التراب الوطني، قصد القضاء على كل أشكال التحديات الديموغرافية والاقتصادية والبيئية، مع ضرورة الأخذ بعين الاعتبار الخصوصيات والإمكانيات التي تتميز بها كل جهة عن الأخرى.
وبالتالي، فإن سياسة إعداد التراب الوطني تعتبر أداة لتحقيق الحكامة الترابية، والتي بواسطتها يمكن التقليص من أشكال الفقر والتغلب على حدة الفوارق، وتحقيق التنمية المستدامة، احترام الحقوق وتعزيز الشفافية، وإحداث المرافق العامة، هذا دون أن نغفل الغرض الرئيسي الذي يتمثل في تشجيع قطاع المال والأعمال. وبذلك فإن هذه السياسة تسعى إلى تصحيح الاختلالات الكبرى التي سبّبتها تراكمات التاريخ وعوامل الجغرافيا والاقتصاد، التي جعلت من القطاع كملك مشترك للأمة. لدى فإن التنظير و الرغبة والطموح وحدهم ليسوا كافيين، بل من اللازم أن يتّصل ذلك بإعداد آليات تُنفّذ وتُرى على أرض الواقع، من خلال النهج الجديد لسياسة إعداد التراب الوطني التي تسعى إلى الموازنة بين الإرغامات المرتبطة بمتطلبات المنافسة، وبين المطامح من أجل إعادة تشكيل توازن التنمية.

## دور الحوار الوطني في إنجاز سياسة إعداد التراب الوطني
لقد عرفت مسألة إعداد التراب الوطني للحوار، النّور لأول مرّة سنة 2000م، بعدما تم طرحها تحت اسم " الحوار الوطني لإعداد التراب الوطني"، وقد صدر عنه سنة 2001م "الميثاق الوطني لإعداد التراب الوطني" الذي يعدّ بمثابة الإطار القانوني والإداري والتوجيهي الذي يرسم الملامح الكبرى لسياسة إعداد التراب الوطني بالمغرب، ويجمع مختلف العناصر المتولّدة عن هذا الحوار. كما عرف الحوار الوطني إشراك جميع المكونات السياسية والاجتماعية والاقتصادية من فاعلين محليين وجهويين ووطنيين سواء كانوا منتخبين أو مسؤولين أو منشطين اقتصاديين أو متدخلين في الحقل الاجتماعي، أو فاعلي المجتمع المدني.
وقد انطوى هذا الحوار على سياسة إعداد التراب الوطني في إطار ترشيد وتدبير مفهوم جديد للسلطة، مما جعل من قضية إعداد المجال الترابي همّاً يشغل جميع المغاربة. إذ يعد تنظيم حوار وطني حول مسألة التهيئة المجالية، حدثاً هامّاً خاصّة مع إرغامات العولمة ورهانات المنافسة الدولية ومستلزمات الشراكة مع الاتحاد الأوروبي، وهو ما سمح للسلطات العمومية بأن تدرك مبكراً الضرورة القصوى لإصلاح هذا القطاع الحيوي بواسطة إحداث منهجية جديدة خلال التعاطي مع إكراهاته والتي أطلق عليها التشاور والإشراك، وكتنفيذ لها قامت وزارة إعداد التراب الوطني والتعمير والإسكان والبيئة بإعداد لقاء وطني دار حول إعداد التراب الوطني الذي توصل إلى العديد من المخرجات والتحديثات.
كما أن هذا الحوار الوطني قد أنتج العديد من النتائج الإيجابية، من أبرزها:
• إصدار أول إطار قانوني عملي ينظم تقسيم التراب وإعداده، وقد تمثل هذا الإطار في الميثاق الوطني لإعداد التراب باعتباره إطاراً قانونياً وتوجيهياً يسمح بملاءمة مختلف السياسات القطاعية ويدعم تآزراتها.
• إحداث هيئة جديدة تسهر على تفعيل مضامين هذا الميثاق الوطني وهي التي تتمثل في المجلس الأعلى لإعداد التراب.
• إنجاز التصميم الوطني لإعداد التراب الذي تبرز أهميته في كونه وسيلة مرجعية للتوجيه والتخطيط على المدى بعيد الأجل.